# Women's March on Washington

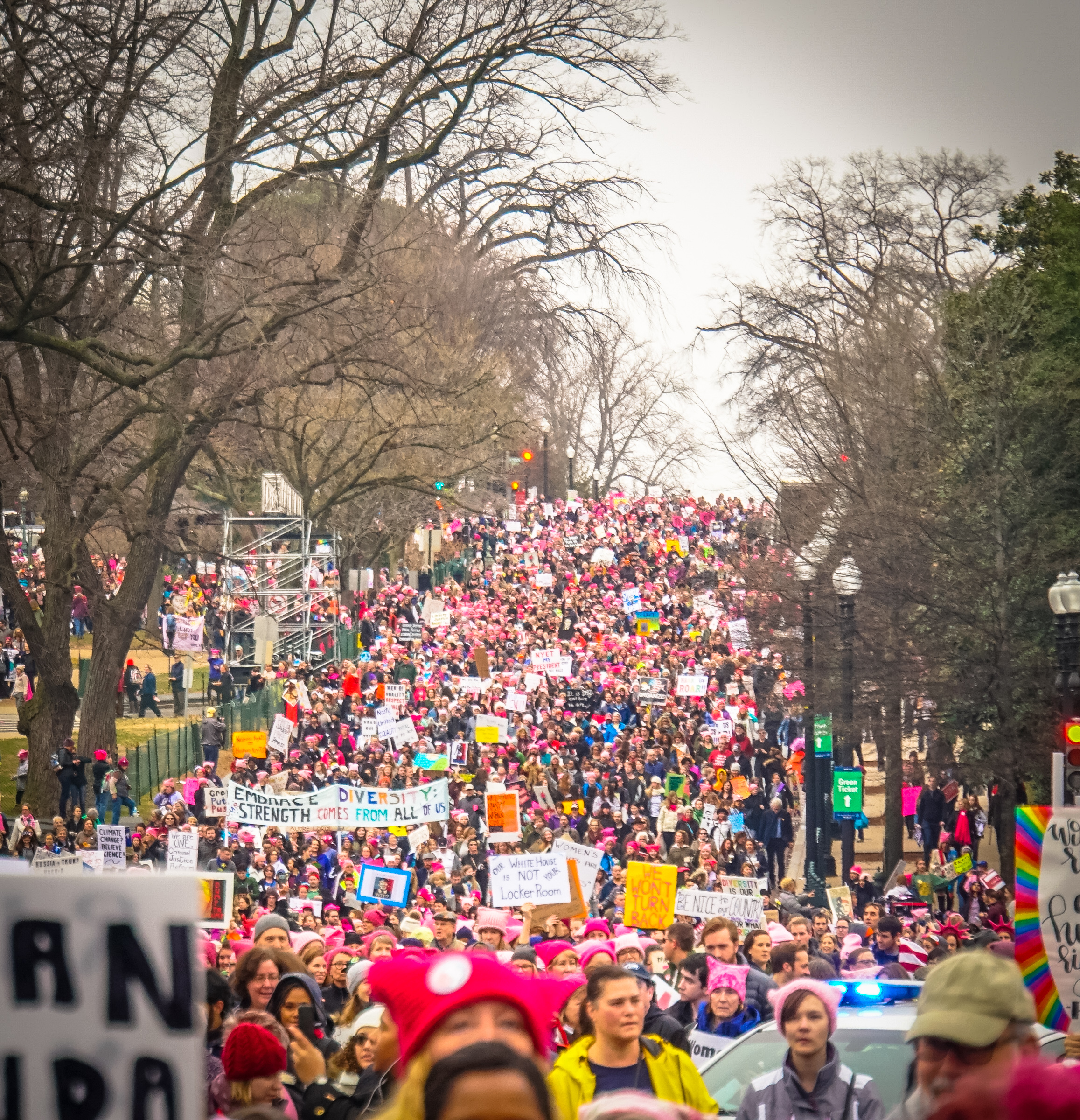
Immagine della marcia a Washington

La Women’s March on Washington (marcia delle donne su Washington) è stata una manifestazione politica tenutasi il 21 gennaio 2017 a Washington, unitamente a centinaia di altri cortei e dimostrazioni nel resto degli Stati Uniti e del mondo, per promuovere i diritti delle donne, la riforma dell'immigrazione, i diritti LGBT e per sensibilizzare l'opinione pubblica sulla disparità razziale, sui problemi dei lavoratori e sulla questione ambientale.

## Descrizione
L'evento, nato come una manifestazione di base, è stato organizzato il giorno dopo la cerimonia inaugurale del presidente Donald Trump, con l'obiettivo di "mandare un messaggio coraggioso alla nostra nuova amministrazione nel loro primo giorno in carica, e al mondo intero che i diritti delle donne sono diritti umani". La marcia è stata trasmessa in diretta a Washington D.C. su YouTube, Twitter e Facebook.
Nella sola Washington si sono radunati circa 500.000 manifestanti, ma altri milioni si sono raccolti nel resto degli Stati Uniti e del mondo: 750.000 erano presenti a Los Angeles, 250.000 a Chicago e 150.000 a Boston. A Londra hanno manifestato in 100.000 mentre alcune centinaia di persone hanno marciato a Roma e Milano.